# 자이수마 사이디 은두레
자이수마 사이디 은두레(뉘노르스크: Jaysuma Saidy Ndure, 1984년 1월 1일 ~ )는 감비아계 노르웨이인 남자 육상 선수이다.
그는 2011년 세계 선수권 대회 200m에서 4위를 했다. 그는 2013년 모스크바 세계 선수권 대회 남자 200m에서 8위를 했다.

## 생애
사이디는 감비아 서부 바카우에서 태어났다. 그는 소문에 따르면 이미 100m 달리기를 시작한 친구에게 지는 것을 피하기 위해 200m 달리기를 시작했다.
사이디는 2002년에 노르웨이 오슬로로 이주했다. 여가 활동을 찾는 도중, 사이디는 다시 육상을 시작하기로 결정했고 IL i BUL 육상 클럽 중 1곳에 합류했다. 여기에서, 그의 재능은 곧 발견되었고 사이디는 코치 올라브 마그네 트베이타와 연락을 시작했다.
사이디는 나중에 헤이디 트롤사스와 관계를 맺었다. 부부는 결국 오슬로 외곽 블리스타들리아로 이주했고 여전히 거기에 살고있다.

## 육상 경력
그는 2004년 아테네 올림픽 개막식에서 감비아 국기를 나르는 사람이었다.
그는 2005년 세계 선수권 대회 200m 준결승에 진출했다. 사이디 은두레는 2007년 루체른 총회에서 대마초에 대한 양성 반응을 보였다.
사이디 은두레는 2009년 베를린 세계 선수권 대회 100m 준결승에 진출했다. 그는 2010년 바르셀로나 유럽 선수권 대회 100m에서 6위를 했고 200m에서 5위를 했다.

## 개인 최고 기록
| 종목      | 시간      | 장소                         | 날짜            | 기타          |
| 실내 경기 | 실내 경기 | 실내 경기                    | 실내 경기       | 실내 경기     |
| --------- | --------- | ---------------------------- | --------------- | ------------- |
| 60m       | 6초 55    | 벨기에 헨트                  | 2008년 2월 24일 |               |
| 100m      | 10초 19   | 노르웨이 플레뢰              | 2014년 2월 15일 | 노르웨이 기록 |
| 실외 경기 |           |                              |                 |               |
| 100m      | 9초 99    | 스위스 로잔                  | 2011년 6월 30일 |               |
| 200m      | 19초 89   | 독일 슈트트가르트            | 2012년 8월 23일 |               |
| 400m      | 48초 71   | 미국 캘리포니아주 샌디에이고 | 2009년 3월 14일 |               |

### 감비아 기록
| 종목      | 시간      | 장소            | 날짜            | 기타             |
| 실내 경기 | 실내 경기 | 실내 경기       | 실내 경기       | 실내 경기        |
| --------- | --------- | --------------- | --------------- | ---------------- |
| 60m       | 6초 71    | 핀란드 코르숄름 | 2009년 2월 19일 | 감비아 최고 기록 |

## 주요 대회 성적
| 날짜     | 대회                                    | 장소                  | 세부 종목 | 결과    | 기록                 | 기타         |
| 감비아   | 감비아                                  | 감비아                | 감비아    | 감비아  | 감비아               | 감비아       |
| -------- | --------------------------------------- | --------------------- | --------- | ------- | -------------------- | ------------ |
| 2002     | 2002년 세계 육상 주니어 선수권 대회     | 자메이카 킹스턴       | 200m      | 예선    | 21초53 (+1.5)        | 7조 5위      |
| 2002     | 2002년 코먼웰스 게임                    | 영국 맨체스터         | 200m      | 2차예선 | 21초20 (+0.8)        | 1조 5위      |
| 2002     | 2002년 코먼웰스 게임                    | 영국 맨체스터         | 4x100mR   | 실격    |                      |              |
| 2003     | 2003년 아프리카 육상 주니어 선수권 대회 | 카메룬 가루아         | 100m      | 3위     | 10초59 (+3.7)        |              |
| 2003     | 2003년 아프리카 육상 주니어 선수권 대회 | 카메룬 가루아         | 200m      | 우승    | 21초23 (+3.6)        |              |
| 2003     | 2003년 세계 육상 선수권 대회            | 프랑스 파리           | 200m      | 예선    | 21초53 (+1.5)        | 7조 5위      |
| 2003     | 2003년 올아프리카 게임                  | 나이지리아 아부자     | 100m      | 준결승  | 10초74 (+0.7)        | 1조 6위      |
| 2003     | 2003년 올아프리카 게임                  | 나이지리아 아부자     | 200m      | 준결승  | 21초39 (+1.1)        | 1조 5위      |
| 2004     | 아프리카 육상 선수권 대회               | 콩고 공화국 브라자빌  | 100m      | 3위     | 10초43 (0.0)         |              |
| 2004     | 아프리카 육상 선수권 대회               | 콩고 공화국 브라자빌  | 200m      | 6위     | 21초19 (0.0)         |              |
| 2004     | 2004년 하계 올림픽 육상                 | 그리스 아테네         | 100m      | 2차예선 | 10초39 (-0.1)        | 4조 8위      |
| 2004     | 2004년 하계 올림픽 육상                 | 그리스 아테네         | 200m      | 2차예선 | 20초73 (+0.1)        | 4조 6위      |
| 2005     | 2005년 세계 육상 선수권 대회            | 핀란드 헬싱키         | 200m      | 준결승  | 20초75 (-0.1)        | 1조 5위      |
| 2006     | 2006년 코먼웰스 게임                    | 오스트레일리아 멜버른 | 200m      | 준결승  | 20초70 (+1.0)        | 1조 5위      |
| 2006     | IAAF 세계 육상 파이널                   | 독일 슈트트가르트     | 200m      | 6위     | 20초47 (-1.0)        | 감비아 기록  |
| 노르웨이 |                                         |                       |           |         |                      |              |
| 2007     | IAAF 세계 육상 파이널                   | 독일 슈트트가르트     | 100m      | 2위     | 10초06 (-0.3)        |              |
| 2007     | IAAF 세계 육상 파이널                   | 독일 슈트트가르트     | 200m      | 우승    | 19초89 (+1.3)        |              |
| 2008     | 2008년 하계 올림픽 육상                 | 중국 베이징           | 100m      | 2차예선 | 10초14 (+0.1)        | 4조 4위      |
| 2008     | 2008년 하계 올림픽 육상                 | 중국 베이징           | 200m      | 준결승  | DNS                  |              |
| 2009     | 2009년 세계 육상 선수권 대회            | 독일 베를린           | 100m      | 준결승  | 10초20 (+0.2)        | 1조 7위      |
| 2009     | 2009년 세계 육상 선수권 대회            | 독일 베를린           | 200m      | 예선    | DNS                  |              |
| 2010     | 유럽 육상 선수권 대회                   | 스페인 바르셀로나     | 100m      | 6위     | 10초31 (-1.0)        | 1조 7위      |
| 2010     | 유럽 육상 선수권 대회                   | 스페인 바르셀로나     | 200m      | 5위     | 20초63 (-0.8)        |              |
| 2010     | 유럽 육상 선수권 대회                   | 스페인 바르셀로나     | 4x100mR   | 예선    | 40초04               | 1조 6위      |
| 2010     | 2010년 IAFF 콘티넨털컵                  | 크로아티아 스플리트   | 200m      | 결승    | DNF                  | 유럽대륙대표 |
| 2011     | 2011년 세계 육상 선수권 대회            | 대한민국 대구         | 100m      | 준결승  | 10초21 (-1.0)        | 2조 5위      |
| 2011     | 2011년 세계 육상 선수권 대회            | 대한민국 대구         | 200m      | 4위     | 19초95 (+0.8)        |              |
| 2012     | 2012년 유럽 육상 선수권 대회            | 핀란드 헬싱키         | 100m      | 3위     | 10초17 (-0.7)        | 7조 5위      |
| 2012     | 2012년 하계 올림픽 육상                 | 영국 런던             | 100m      | 예선    | 10초28 (-1.4)        | 1조 4위      |
| 2012     | 2012년 하계 올림픽 육상                 | 영국 런던             | 200m      | 준결승  | 20초42 (-0.5)        | 1조 4위      |
| 2013     | 2012년 유럽 실내 육상 선수권 대회       | 스웨덴 예테보리       | 60m       | 4위     | 6초61                |              |
| 2013     | 2013년 세계 육상 선수권 대회            | 러시아 모스크바       | 200m      | 8위     | 20초37 (0.0)         |              |
| 2014     | 2014년 유럽 육상 선수권 대회            | 스위스 취리히         | 100m      | 6위     | 10초35 (-0.4)        |              |
| 2014     | 2014년 유럽 육상 선수권 대회            | 스위스 취리히         | 200m      | 예선    | 20초78 (-0.2)        | 4조 5위      |
| 2016     | 2016년 유럽 육상 선수권 대회            | 네덜란드 암스테르담   | 200m      | 준결승  | 20초92 (-1.7) (-0.4) | 1조 3위      |
| 2016     | 2016년 유럽 육상 선수권 대회            | 네덜란드 암스테르담   | 4x100mR   | 예선    | 39초35 (4走)         | 2조 4위      |